# Полет 888T на „XL Еъруейс Джърмъни“
Полет 888T на „XL Еъруейс Джърмъни“ е изпитателен полет от летище „Перпинян – Ривесалт“, Перпинян, Франция, до летище „Франкфурт на Майн“, Франкфурт на Майн, Германия, в подготовка за предаване на пътническия самолет „Еърбъс А320-232“ обратно на неговия собственик „Еър Ню Зеланд“, след като преди това е нает от „XL Еъруейс Джърмъни“. На 27 ноември 2008 г. машината се разбива в Средиземно море, на 7 км от Кане-ан-Русийон на френското крайбрежие, близо до испанската граница и убива всички 5 пътници и 2 членове на екипажа на борда. Катастрофата се случва, когато капитанът конфигурира самолета за изпълнение на маневрата кацане с докосване и тръгване.
Две тела са открити в рамките на часове след катастрофата; останалите са открити през следващите седмици. Степента на разрушаване на останките показва, че катастрофата става с висока скорост. Последвалото разследване отдава инцидента на неправилни процедури за поддръжка, които позволяват вода да навлезе и да замръзне в сензорите за ъгъл на атака по време на полет. По този начин сензорите не функционират и в съчетание с малкия опит на екипажа да извърши теста на опасно ниска височина, самолетът катастрофира.
След разглеждане на подробностите около катастрофата са направени пет препоръки за безопасност.